# Alicja w Krainie Czarów (bajka muzyczna)
Alicja w krainie czarów – polska baśń muzyczna z 1977 na podstawie książki Alicja w Krainie Czarów.
Nagrana i wydana przez Polskie Nagrania „Muza” na płycie SX-1321 i kasecie nr CK-193. W ostatnich latach pojawiły się liczne wznowienia na płytach CD wydawane przez firmy prywatne.

## Ekipa
- Scenariusz: Antoni Marianowicz, według własnego tłumaczenia książki Lewisa Carolla
- Muzyka: Ryszard Sielicki
- Reżyseria: Wiesław Opałek
- Zespół instrumentalny pod dyrekcją Ryszarda Sielickiego
- Reżyser nagrania: Zofia Gajewska
- Operator dźwięku: Janina Słotwińska
- Oprawa graficzna: Olga Siemaszkowa

## Obsada
- Magdalena Zawadzka – Alicja
- Wieńczysław Gliński – Biały Królik
- Iga Cembrzyńska – Mysz
- Wojciech Siemion – Bazyli
- Karol Stępkowski – Biś
- Piotr Fronczewski – Pan Gąsienica
- Renata Kossobudzka – Księżna
- Wiesław Michnikowski – Kot-Dziwak
- Marian Kociniak – Szarak bez Piątej Klepki
- Mieczysław Czechowicz – Zwariowany Kapelusznik
- Jan Kociniak – Suseł
- Jerzy Dukay – Siódemka
- Rudolf Gołębiowski – Piątka
- Tadeusz Bartosik – Król Kier
- Irena Kwiatkowska – Królowa Kier
- Krzysztof Orzechowski – Walet Kier
- Andrzej Stockinger – Kat
- Janusz Zakrzeński – Smok
- Andrzej Tomecki – Niby Żółw